# Курт Георг Кизингер
Курт Георг Кизингер (на немски: Kurt Georg Kiesinger) е германски консервативен политик, канцлер на Федерална република Германия от 1 декември 1966 г. до 21 октомври 1969 г.
Член на Националсоциалистическата германска работническа партия (1933 – 1945) и депутат в германския бундестаг от 1949 г. до 1959 г. и от 1969 г. до 1980 г. В следвоенната история на Германия Кизингер е първият германски канцлер управлявал страната с широка коалиция. От 1958 г. до 1966 г. той е Министър-президент на провинция Баден-Вюртемберг и председател на партията Християн-демократически съюз от 1967 г. до 1971 г.

## Публикации
- Kurt Georg Kiesinger:  Schwäbische Kindheit. Tübingen 1964
- Kurt Georg Kiesinger: Die Stellung des Parlamentariers in unserer Zeit. Stuttgart 1981
- Kurt Georg Kiesinger: Dunkle und helle Jahre: Erinnerungen 1904 – 1958. Stuttgart 1989